# Xã Lampton, Quận Walsh, Bắc Dakota
Xã Lampton (tiếng Anh: Lampton Township) là một xã thuộc quận Walsh, tiểu bang Bắc Dakota, Hoa Kỳ. Năm 2010, dân số của xã này là 106 người.